# Geografia Norfolku

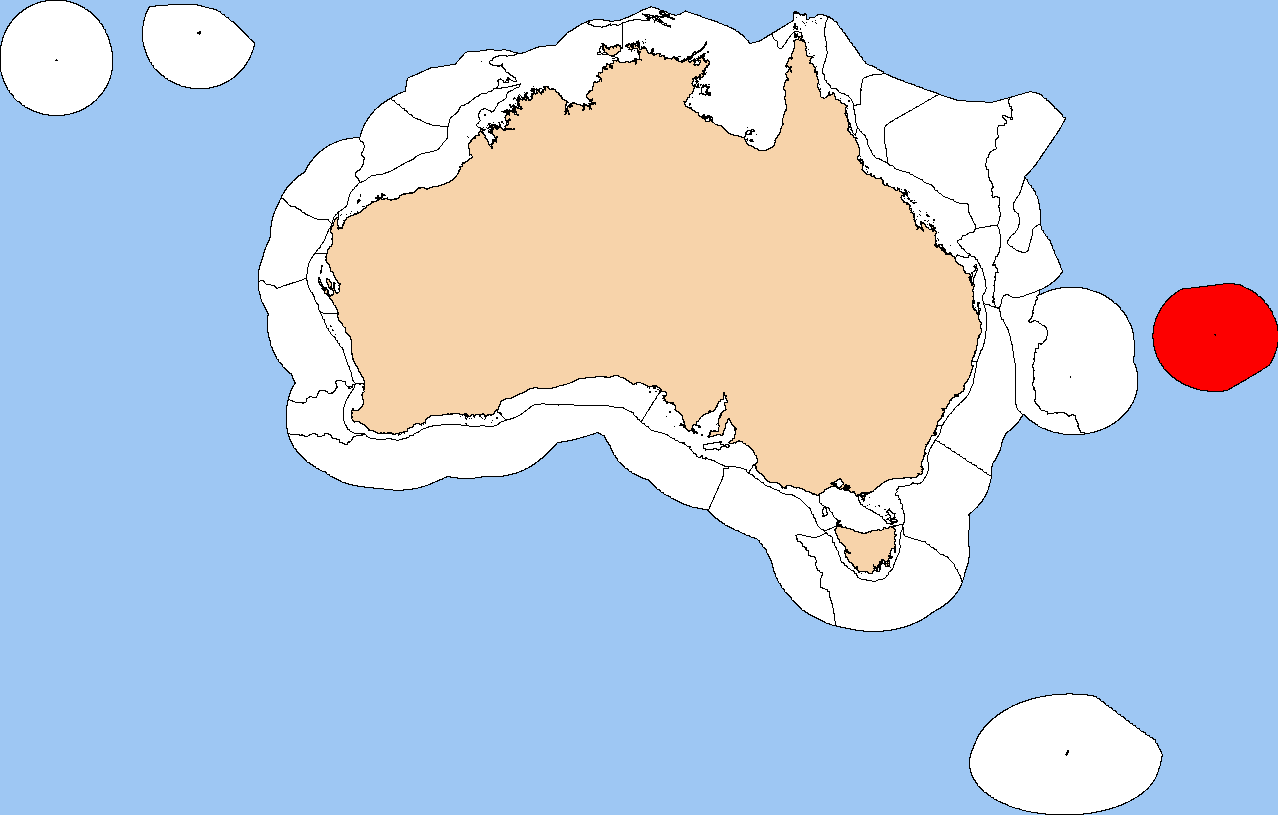
Położenie wysp

Norfolk jest zamorskim terytorium należącym do Australii, które leży w zachodniej części Oceanu Spokojnego. Norfolk cechuje się nizinnym, ale urozmaiconym krajobrazem, oraz morskim i łagodnym klimatem. Wyspa została odkryta przez Jamesa Cooka w 1774 roku.

## Powierzchnia i położenie
Powierzchnia – 35 km²

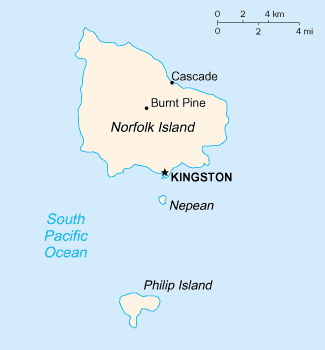
Mapa wysp

Położenie – 29°02'S i 167°57'E Wyspa leży w zachodniej części Morza Fidżi, między Australią a Nową Zelandią. Od Sydney Norfolk dzieli 1670 km, a bezpośrednio do wybrzeży Australii od Norfolku jest około 1350 km.
Linia brzegowa – 32 km

## Ukształtowanie poziome
Norfolk jest niewielką wyspą o owalnym kształcie mającą 7,5 km na 6,6 km. Norfolk składa się z głównej wyspy i dwóch mniejszych. Najbliżej Norfolku leży niewielka wysepka Nepean Island, oddalona jest od głównej wyspy o niecały kilometr. Dalej na południe leży większa wyspa Phillip Island, którą dzieli dystans 6,5 km od Norfolku. Poza tymi dwiema niewielkimi wyspami, wzdłuż wybrzeży Norfolku ciągną się skaliste, przybrzeżne wysepki. Wybrzeże jest umiarkowanie urozmaicone. Występuje kilka niewielkich zatok i przybrzeżne wyspy. Wybrzeże jest skaliste, w wielu miejscach ciągną się klify. Pozostałe wyspy także cechują się skalistym i dość niedostępnym brzegiem morskim. Wyspę otaczają rafy koralowe.

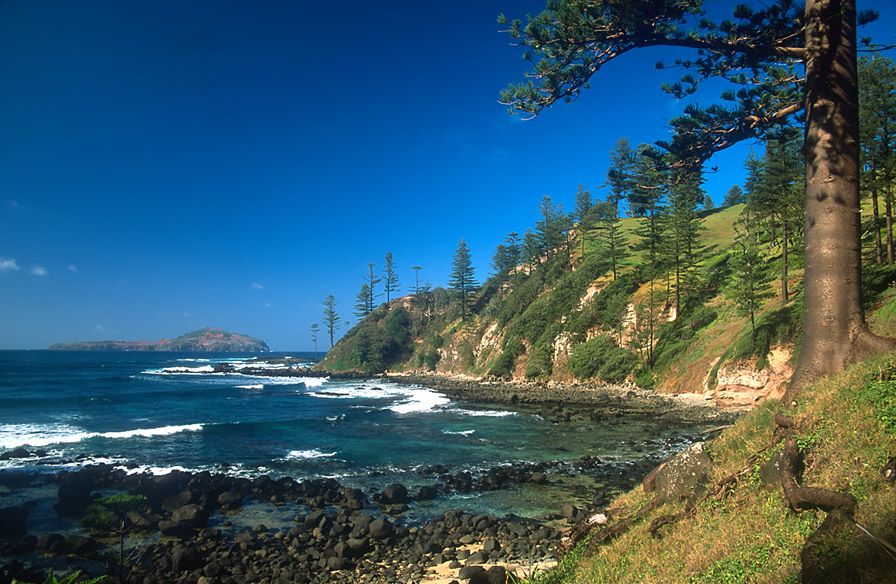
Wybrzeże wyspy

## Budowa geologiczna i rzeźba
Norfolk jest wyspą pochodzenia wulkanicznego zbudowaną głównie z bazaltów. Wyspa została osadzona na podmorskim grzbiecie nowokaledońskim. Norfolk jest pozostałością po dawnym wulkanie, który był aktywny 2-3 mln lat temu. Wyspa jest nizinna i cechuje się urozmaiconą rzeźbą terenu, gdzie północna część Norfolku wznosi się na 200–300 m n.p.m. Najwyższe wzniesienie wyspy – Mount Bates wysoki na 319 m n.p.m. Większość wyspy jest generalnie płaska, gdzie występują niewielkie deniwelacje terenu – łagodne wzniesienia itp. Najwyższe wzniesienie tworzy na wyspie malowniczy krajobraz. Średnia wysokość pozostałej części wyspy wynosi 100–150 m n.p.m.

## Klimat
Norfolk leży w strefie klimatu zwrotnikowego morskiego, który łagodzony jest przez wpływ wód oceanicznych i przede wszystkim przez bryzę morską. Średnie temperatury są łagodne i wynoszą od 18-19 °C w lipcu i sierpniu (zima) do 23-24 °C w grudniu i styczniu (lato). Temperatury są niezwykle łagodne, gdzie nawet nocne wartości nigdy nie obniżają się poniżej 10 °C. Podobnie jest z temperaturami dziennymi, które nigdy nie przekraczają 30 °C, zwykle sięgając 26-28 °C. Opady są wysokie i wynoszą od 1200 do 1400 mm rocznie. Brak pory suchej, w każdym miesiącu opady są nie mniejsze niż 70 mm. Największe ilości przypadają na okres zimowy od kwietnia do sierpnia, a najmniejsze wartości przypadają na listopad i grudzień. Charakterystyczną cechą klimatu wyspy jest występowanie opadów nocnych, opady deszczu rzadko występują w dzień.
| Miesiąc                                  | Sty  | Lut  | Mar   | Kwi   | Maj   | Cze   | Lip   | Sie   | Wrz  | Paź  | Lis  | Gru  | Roczna |
| ---------------------------------------- | ---- | ---- | ----- | ----- | ----- | ----- | ----- | ----- | ---- | ---- | ---- | ---- | ------ |
| Średnie temperatury w dzień [°C]         | 24,5 | 24,9 | 24,2  | 22,7  | 20,9  | 19,3  | 18,3  | 18,3  | 19,0 | 20,2 | 21,8 | 23,4 | 21,5   |
| Średnie temperatury w nocy [°C]          | 19,1 | 19,6 | 19,2  | 17,7  | 16,1  | 14,7  | 13,3  | 13,1  | 13,5 | 14,8 | 16,1 | 17,8 | 16,3   |
| Opady [mm]                               | 87,2 | 95,3 | 101,7 | 124,7 | 132,7 | 146,0 | 142,7 | 126,1 | 94,3 | 86,0 | 73,0 | 84,5 | 1292,5 |
| Źródło: Australian Bureau of Meteorology |      |      |       |       |       |       |       |       |      |      |      |      |        |

## Wody
Sieć rzeczna jest ograniczona do niewielkich cieków wodnych (strumienie) i jest uboga. Brak jezior i terenów bagiennych.

## Flora i fauna
Pierwotnie całą wyspą porastały subtropikalne lasy wiecznie zielone, obecnie lasy te zajmują niewielką część skupiając się na północy wyspy. Charakterystycznymi drzewami poza palmami są araukarie, a poza nimi paprocie i wiele gatunków sprowadzonych przez kolonizatorów. Na wyspie liczne są także różne gatunki drzew iglastych, głównie świerków.
Fauna ogranicza się głównie do ptaków, głównie morskich do których należą m.in. głuptaki. Wyspa charakteryzuje się występowaniem wielu endemicznych gatunków ptaków. W wodach okalających wyspę świata zwierząt reprezentuje szeroki wachlarz ryb, ssaków morskich i skorupiaków.